# هزاره‌های استرالیا
هزاره‌های استرالیا یا استرالیایی‌های هزاره به مردمان هزاره اشاره دارد که شهروند استرالیا هستند. مردمان هزاره گروه قومی بومی و اصلی ساکن مناطق مرکزی افغانستان به نام هزارستان، هستند. شورای هزاره‌های استرالیا سازمانی است که توسط جامعه هزاره‌های استرالیا تشکیل شده‌است. هزاره‌ها یکی از بزرگ‌ترین گروه‌های قومی پناهجویان در استرالیا هستند.
بر اساس سرشماری سال ۲۰۱۶ استرالیا، ۲۱٫۹ درصد از افغانستانی‌های استرالیا تبار خود را هزاره ذکر کردند و ۳۳٫۹ درصد شان هزارگی را به‌عنوان زبان اصلی خود معرفی کردند که آنها را به دومین گروه بزرگ استرالیا در هر دو دسته تبدیل کرده‌است.

## پیشینه
قبل از سال ۱۹۸۰، تقریباً هزاران هزار نفر برای اهداف آموزشی به استرالیا آمدند. در طول جنگ ۱۹۸۰ شوروی در افغانستان و جنگ داخلی ۱۹۹۰، بیش از ۵ هزار از مردمان هزاره وارد استرالیا شدند. جامعه هزاره‌های استرالیا تعداد قابل توجهی از افراد را در بسیاری از زمینه‌ها از جمله حقوق، پزشکی، مهندسی، تدریس و تجارت به جامعه تقدیم کرده‌است.

## مردم‌شناسی
بیشترین جمعیت هزاره‌های استرالیا در مناطق دندنونگ (مک‌کواری پارک، نورت راید، مارسفیلد، شپارتون، میلدورا، راید)، هیلزشایر (کسل هیل، چری بوک، کلیویل)، بلک‌تاون (گلن‌وود، استن‌هوپ گاردینز، بلاویستا) و ساترلند شایر (میراندا) ساکن هستند. همچنان جمعیت قابل توجهی از آنان در حومه‌های اوبرن و مری لندز زندگی می‌کنند.

## زبان
استرالیا تنها کشوری است که هزارگی را به عنوان یک زبان رسمی، به رسمیت شناخته‌است. این اقدام در نتیجه حمایت دولت استرالیا از جامعه هزاره، به رسمیت شناختن حقوق بشری هزاره‌ها و احترام به هویت، زبان و قومیت شان، صورت گرفته‌است. اکثر هزاره‌های استرالیا به زبان انگلیسی مسلط هستند اما زبان اصلی آنها هزارگی است که کوشش می‌کنند بقای آن را در استرالیا حفظ کنند.

## رسانه
هزاره‌ها در در بخش مجله و سینما فعالیت‌های خوبی دارند. ماهنامه آرمان مجله‌ای است که در سراسر استرالیا منتشر می‌شود و توسط جامعه هزاره‌ها به نشر می‌رسد. فیلم مستند استرالیایی مولی و مبارک در سال ۲۰۰۳ نیز بر اساس یک پناهجوی هزاره ساخته شده‌است که وارد استرالیا می‌شود، عاشق دختری محلی می‌شود و با نزدیک شدن به اتمام ویزای موقت وی با اخراج احتمالی روبرو می‌شود.

## افراد سرشناس
- حسین صادقی[۷]
- رحمت اکبری[۸]
- علی احمدی[۹]
- کمیل جعفری[۱۰][۱۱]